# ジ・エナミー
ジ・エナミー（The Enemy）は、イギリス、コヴェントリー出身の3ピース・バンド。

## 略歴
2006年2月、以前から友人同士であった3人で結成。同年10月に、7インチCDのファースト・シングル「40 Days, 40 Nights」をスティッフ・レコードからリリース。
2007年2月、セカンド・シングル「It's Not OK」をリリース。4月、ワーナーUKよりメジャーでのファースト・シングル「Away From Here」をリリースし、全英シングルチャート8位を記録した。6月、メジャー2作目の「Had Enough」がアルバムより先行リリースされた。7月に、ファースト・アルバム『ウィル・リヴ・アンド・ダイ・イン・ジーズ・タウンズ』をリリース。全英アルバムチャート初登場1位を獲得。同年、サマーソニック07にメインステージのトップで出演。
2009年4月22日に日本先行で、マイク・クロッシーをプロデューサーに迎えてセカンド・アルバム『ミュージック・フォー・ザ・ピープル』をリリース。また、サマーソニック09に出演した。
2016年、当面の解散を発表。2022年に活動を再開した。

## その他
- デビューのきっかけは、ワッツがオフィスに勤務していたとき、同僚のパソコンからメールアドレスを盗みだし、マネージメントまで漕ぎつくことになった。
- 自分たちが抱える社会に対する不満を歌詞として書いている。
- 尊敬しているバンドは、オアシス、セックス・ピストルズ、ザ・クラッシュなど。

## メンバー
- トム・クラーク (Tom Clarke) - ボーカル、ギター、ピアノ
- リアム・ワッツ (Liam Watts) - ドラムス
- アンディ・ホプキンス (Andy Hopkins) - ベース、バック・ボーカル

## ディスコグラフィ

### スタジオ・アルバム
- 『ウィル・リヴ・アンド・ダイ・イン・ジーズ・タウンズ』 - We'll Live and Die in These Towns (2007年、Warner Bros.)
- 『ミュージック・フォー・ザ・ピープル』 - Music for the People (2009年、Warner Bros.)
- 『ストリーツ・イン・ザ・スカイ』 - Streets in the Sky (2012年、Cooking Vinyl/eOne)
- It's Automatic (2015年、VAM)